# Marcus Claudius Marcellus (Konsul 196 v. Chr.)
Marcus Claudius Marcellus († 177 v. Chr.) war ein Politiker der römischen Republik. Er entstammte dem plebejischen Zweig der einflussreichen Patrizierfamilie der Claudier, der das Cognomen Marcellus trug. Er war 196 v. Chr. Konsul. Am Ende desselben Jahres wurde er auch zum Pontifex ernannt. Im Jahr 189 v. Chr. hatte er das Censorenamt inne.

## Politische Laufbahn
Marcus Claudius Marcellus diente im Jahre 208 v. Chr. als Militärtribun unter seinem gleichnamigen Vater Marcus Claudius Marcellus. In diesem Jahr starb sein Vater in einem Gefecht, in dem auch der jüngere Marcellus schwer verwundet wurde. Ungeachtet dessen wurde er vom Konsul Titus Quinctius Crispinus beauftragt, die Legionen seines Vaters in das sichere Venusia zu führen.
204 v. Chr. wurde er in das Amt eines Volkstribuns (tribunus plebis) gewählt. Vier Jahre später wurde ihm das Amt des kurulischen Ädilen (aedilis curulis) zusammen mit Sextus Aelius Paetus Catus übertragen. Seine Ämterlaufbahn, den Cursus honorum, setzte er 198 v. Chr. durch die Praetur über Sizilien fort.
196 v. Chr. wurde Marcellus zusammen mit Lucius Furius Purpureo zum Konsul gewählt, dem höchsten Amt im Cursus honorum. Sein großes Ziel, während seiner Amtszeit den Makedonischen Krieg wieder aufzunehmen, konnte er nicht erreichen. Das Volk fühlte sich an den Friedensvertrag gebunden, den Titus Quinctius Flamininus zwei Jahre zuvor mit Makedonien ausgehandelt hat. Marcellus musste stattdessen nach Gallia cisalpina gehen, um Krieg gegen verschiedene gallische Stämme zu führen. Seine anfängliche Niederlage gegen die Boier wurde schnell vergessen, da er einen großen Sieg gegen die Insubrer verzeichnen konnte und die wichtige Stadt Comum einnahm. Zusammen mit seinem Konsulatskollegen L. Furius Purpurio konnte er noch weitere Vorteile gegenüber den Boiern und den Ligurern erkämpfen. Bei seiner Rückkehr nach Rom wurde er für seine Taten mit einem Triumph geehrt.
Im selben Jahr ernannte man ihn zum Pontifex.
193 v. Chr. diente Marcellus erneut unter dem Konsul Lucius Cornelius Merula und hatte Teil am Sieg bei Mutina über die Boier.
Das Censorenamt wurde ihm zusammen mit Titus Quinctius Flamininus 189 v. Chr. übertragen. Während ihrer Amtszeit wurde erstmals die Zählung auch in Formiae (heute Formia), Fundi (heute Fondi) und Arpinum (heute Arpino) durchgeführt. Somit erlangten die Bewohner dieser Städte volles römisches Bürgerrecht. Marcus Claudius Marcellus starb im Jahr 177 v. Chr.